# NGC 7770
NGC 7770 (другие обозначения — PGC 72635, UGC 12813, KUG 2348+198B, MCG 3-60-34, KAZ 347, ZWG 455.57, NPM1G +19.0594) — галактика в созвездии Пегас.
Этот объект входит в число перечисленных в оригинальной редакции «Нового общего каталога».
Галактика находится на расстоянии около 294 миллионов световых лет от нас; она активно взаимодействует с соседней галактикой NGC 7771.